# Csapody Balázs
Csapody Balázs (Zirc, 1969. május 14. –) gasztronómiai szakember, étteremtulajdonos, a Pannon Gasztronómiai Akadémia elnöke, a magyar Bocuse d'Or Akadémia tagja.

## Életútja
Csapody Balázs 1969. május 14-én született a Veszprémtől 25 kilométerre fekvő Zirc városában. Egyéves korában családjával Siófokra költöztek.
Siófokon érettségizett, majd Budapesten szerzett felsőfokú vendéglátóipari menedzser képesítést. Gyermekkora óta a gasztronómia érdekli és mindig ebben dolgozott. 1992-ben először kibérelte, majd 1997-ben megvette a balatonszemesi Kistücsök éttermet, amit azóta is folyamatosan fejleszt.
Házas, felesége Csapodyné Rajczi Ilona. Egy gyermekük van, Csapody Bence.

## Kistücsök étterem
A Kistücsök étterem a Balaton déli partján, Balatonszemesen található étterem. Az épület a 19. században épült, Postakocsi Fogadó néven vált ismertté, majd az 1900-as évek közepén a Balatonszárszó és Vidéke ÁFÉSZ tulajdonába került.

## Kitüntetései
- BIB Gourmand ajánlás, Michelin (2022)[2][3][4]

- Pro Turismo díj (2010)
- Köztársaság elnökének díszoklevele (2011)
- Év vendéglőse (2014)
- Gundel Károly-díj (2017)[5]

## Egyéb hivatkozások
- http://www.pannonga.org/csapody-balazs/
- http://nol.hu/mozaik/elnoki_erdemerem_a_kistucsoknek-1211641
- http://www.borsonline.hu/aktualis/balazsnal-ebedelt-a-szakacsok-messije/76853
- https://web.archive.org/web/20180410222918/https://mno.hu/migr_1834/pro_turismo_dij_a_legjobbaknak-202466
- http://turizmusonline.hu/friss/cikk/csapody_balazs_lett_az___ev_vendeglose
- http://www.mvi.hu